# ВЕБ Арена
ВЕБ Арена е футболен стадион в Москва, намиращ се на Песчаная улица №3. На него домакинските си мачове играе ПФК ЦСКА Москва. Капацитетът му е 30 000 зрители.
Стадионът е построен на мястото на стадион Григорий Федотов, който е домашна арена на отбора в периода 1972 – 2000 г.

## История
Първата копка на строежа е направена на 19 май 2007 г. В близост до стадиона ще бъдат изградени клубен музей и спортно училище на отбора.
Още през 2007 г. строежът е прекратен поради спор за територията, на която се строи стадионът. През 2010 г. ЦСКА си връща територията на стадиона, след като я купуват от Министерството на отбраната, и строежът е подновен. През 2012 г. срокът е на строеца удължен до 2015 г., а впоследствие до 2016 г.
През 2016 г. е планирано на новия стадион да се проведе мача за Суперкупата на Русия, но арената не е готова и срещата е пренесена на Локомотив. На 9 юли 2016 г. строежът официално завършва.
На 17 август 2016 г. Арена ЦСКА получава разрешително за есклоатация. На 23 август съоръжението е официално открито със специално събитие за феновете. През 2017 г. името е продадено на спонсор и стадионът се казва ВЕБ Арена.
Трибуните на стадиона са наименувани на четирите букви от абревиатурата на клуба – C, S, K и A.

## Графити
По предложение на фенското обединение „Red Bue World“ на трибуните на стадиона са изобразени 14 графита с портретите на легендарни футболисти и треньори, свързани с ПФК ЦСКА Москва. Така се показва уважение към легендите и миналото на клуба. Автор на изображенията е Андрей Чередниченко. Ето и имената на изобразените армейци:
Трибуна C
- Вагнер Лав – бразилският нападател е най-резултатният чужденец в руския футбол, автор на 124 гола за ЦСКА. Трикратен шампион на Русия и носител на Купата на УЕФА.
- Владимир Астаповский – вратар на ЦСКА от 70-те години, шампион на СССР и бронзов олимпийски медалист от Монреал 1976.
- Григорий Федотов – капитанът на Отбора на лейтенантите, първият футболист с над 100 гола в съветското първенство. Неговото име носи старият стадион на ЦСКА.
- Владимир Федотов – синът на Григорий Федотов, рекордьор по мачове за клуба в шампионата на СССР с 382 мача, в които отбелязва 92 гола.
- Борис Аркадиев – дългогодишен треньор на Отбора на лейтенантите, петкратен шампион на СССР и трикратен носител на купата. Революционните му тактики донасят успехите на армейците в следвоенните години.
- Игор Акинфеев – настоящият капитан на ЦСКА, редордьор по мачове за клуба, носител на 19 трофея с червено-синия екип и множество индивидуални награди.

Трибуна S
- Валентин Николаев – част от атомното нападение на Отбора на лейтенантите, петкратен шампион на СССР и трикратен носител на националната купа, автор на 111 гола за армейците.
- Алберт Шестерньов – един от най-великите защитници в съветския футбол, дългогодишен капитан на ЦСКА и СССР. Сребърен медалист от Евро 1964 и бронзов медалист от Мондиал 1966.
- Павел Садирин – треньорът, извел ЦСКА от Първа лига до Златен дубъл през 1991 г. Под негово ръководство потенциала си разкриват една дузина млади съветски футболисти.
- Сергей Игнашевич – централният защитник е неизменна част от тима вече 12-и сезон. С ЦСКА е петкратен шампион на Русия, седемкратен носител на националната купа и Суперкупата. Капитан на отбора, триумфирал в Купата на УЕФА през 2005 г.

Трибуна K
- Сергей Перхун – украинецът допуска само 6 гола в 13 мача в кратката си кариера за клуба. Вратарят загива трагично само на 23 години през 2001 г. В негова памет всяка година се провежда мемориален турнир с участието на привърженици.
- Алексей и Василий Березутски – близнаците са несменяема част от защитата на клуба в продължение на повече от 15 сезона. И двамата имат над 400 мача с „червено-синята“ фланелка и имат спечелени десетки трофеи.
- Всеволод Бобров – футболист и хокеист, нападател на Отбора на лейтенантите. Единственият спорист в историята на Олимпийските игри, който е бил капитан на футболния и хокейния отбор на своята страна.
- Михаил Ерьомин – вратар на отбор в последния шампионат на СССР. Загива в автокатастрофа ден след победата в Купата на СССР през 1991 г. Няколко месеца по-късно отборът посвещата спечелената титла на страната на загиналия страж.